# Lomandra nigricans
Lomandra nigricans là một loài thực vật có hoa trong họ Măng tây. Loài này được T.D.Macfarl. mô tả khoa học đầu tiên năm 1984.